# Чжан Исин
Чжан Исин (кит. 张艺兴, урождённый Чжан Цзяшуа (кит. 张加帅; род. 7 октября 1991 года, более известный как Лэй Чжан или Лэй (кор. 레이) — китайский рэпер, певец, актёр, танцор, звукозаписывающий продюсер и бизнесмен.
Дебютировал в качестве участника корейско-китайского бойбенда Exo и китайской подгруппы Exo-M в 2012 году, позднее начав успешную сольную карьеру преимущественно в Китае. В 2016 году выпустил дебютный мини-альбом Lose Control. Как актёр, Лэй известен ролями в фильмах и сериалах, таких, как, «Загадочная девятка», «Доспехи бога: В поисках сокровищ», «Остров», «Зимняя бегония» и «Ставок больше нет».

## Биография
Чжан Исин родился 7 октября 1991 года в Чанше, центре провинции Хунань, и является единственным ребёнком в семье. Обучался в средней школе провинции Хунань и был выдающимся учеником в областях культуры и медиа. Родители Исина работали учителями, а дедушка, Чен Синьлин (1900—1987), был выдающимся политиком КНР. Мать Исина была поклонницей Майкла Джексона, поэтому с детства учила сына пению, игре на музыкальных инструментах и танцам Джексона, прививая тем самым любовь к музыке и выступлениям на сцене. 
В 1998 году Исин получает эпизодическую роль в китайской драме «Наши люди», а уже в 2005 году участвует в шоу талантов «Звёздная академия», где занимает третье место. В 2008 году Исин участвует в кастинге южнокорейской компании SM Entertainment, и уже в октябре переезжает из Китая в Южную Корею, чтобы стажироваться в качестве трейни.
В декабре 2010 года, ещё будучи трейни, Исин участвовал в концертах SHINee, заменяя во время танцевальных выступлений Джонхёна, получившего травму.

## Карьера

### 2012—14: Дебют в Exo
8 апреля 2012 года Исин дебютировал как участник корейско-китайского бойбенда Exo и китайской подгруппы Exo-M под сценическим псевдонимом Лэй; по словам Исина, он решил взять это имя в честь одного из героев тайваньской дорамы «Сад падающих звёзд». Изначально именно Лэй должен был стать лидером Exo-M, однако в итоге позицию лидера отдали Крису Ву. Согласно концепции, Exo с самого начала выступали подгруппами в Корее и Китае, и их первое совместное выступление состоялось лишь 20 мая на музыкальном шоу Inkigayo. 29 декабря Исин совместно с Кхаи, Юнхо, Ынхёком, Донхэ, Минхо и Тхэмином выступил на новогоднем фестивале SBS Gayo Daejun с коллаборацией «Spectrum». В год своего дебюта Exo снискали хорошую популярность в Корее и Китае; Exo-M получили награду как самая популярная группа года на одной из китайских премий.
23 мая 2014 года Exo начали свой первый азиатский концертный тур The Lost Planet, где Исин представил собственную песню «I’m Lay». В конце года он также представил песню «I’m Coming», которую исполнил на новогоднем китайском шоу.

### 2015—17: Сольная карьера и международное признание

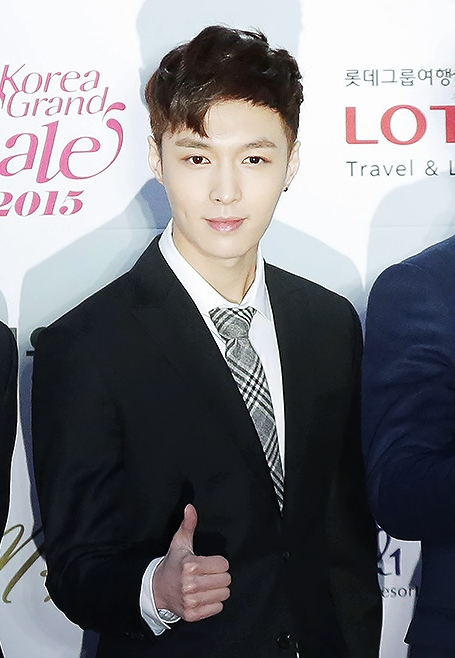
Исин на ковровой дорожке 24-ой премии Seoul Music Awards, 22 января 2015 года

30 марта 2015 года Exo выпускают второй студийный альбом Exodus, который становится последним, записанным подгруппами Exo-K и Exo-M в связи с уходом из коллектива Криса Ву и Лухана (через месяц о перерыве в деятельности сообщил и Тао); 3 июня было выпущено переиздание Love Me Right, где для песни «Promise» композитором выступил Исин, и для китайской версии альбома переписал текст на китайском. 7 апреля стало известно, что SM основали в Китае отдельную студию, чтобы поддерживать деятельность Исина в родной стране. 13 мая было объявлено, что Исин станет постоянным участником китайского развлекательного шоу «Давай сражаться!». 18 сентября было выпущено ограниченное издание автобиографии «Уверенно стоять на ногах в 24», которое распродавалось со скоростью 50 копий в секунду; 7 октября было выпущено стандартное издание книги. 6 ноября в китайский прокат вышла романтическая комедия «Бывшие 2», где Исин сыграл второстепенную роль. Фильм стал кассовым хитом, а актёрская игра Исина обеспечила ему награду на фестивале китайского кино в Лондоне. Он также написал композицию «一个人 (Alone (One Person)», которая стала саундтреком картины. 4 декабря состоялась премьера комедии «Боже мой», где Исин исполнил одну из главных ролей; фильм получил смешанные отзывы критиков. Совместно с Ли Сяолу и Чжан Вэнем он записал саундтрек «Happy Youth», которая попала в топ-10 Billboard China V Chart.
15 января 2016 года состоялась премьера комедийного триллера «Королевское сокровище», где Исин сыграл эпизодическую роль самого себя с кастом шоу «Давай сражаться!». 9 апреля на премии Top Chinese Music Awards Чжан получил награду как самый популярный новый артист и пообещал выпустить сольный альбом в ближайшем будущем. В мае было объявлено, что Исин дебютирует на малых экранах в сериале «Быть лучше». Специально для сборника хитов SM Station Season 1 он также выпустил китайский цифровой сингл «Monodrama». 4 июля начался показ мистической драмы «Загадочная девятка», где актёрская игра Чжана в очередной раз получила похвалу от критиков и телезрителей. Позднее вышел спин-офф «Загадочная девятка. Иная история: Цветы, что распускаются в феврале», который сосредоточен на персонаже Исина. 7 октября, в честь дня рождения, Исин выпустил дебютный сингл «What U Need?» в качестве подарка фанатам. 10 октября он выступил на премии Asia Music Festival в Пусане. 27 октября был выпущен дебютный мини-альбом Lose Control с одноимённым синглом; на этапе предзаказа количество проданных копий составляло более 200 тысяч, сам Исин принимал активное участие в написании текстов на английском, японском и корейском языках и участвовал в аранжировке всех треков. Альбом вошёл в топ-10 самых продаваемых в Корее за 2016 год. 19 декабря Exo выпустили пятый мини-альбом For Life, который стал их последним релизом, записанным при участии Исина, перед его долгим перерывом в деятельности группы.
28 января 2017 года в китайский прокат выходит фильм «Доспехи бога: В поисках сокровищ», где Чжан сыграл одну из главных ролей. Вместе с Джеки Чаном они также снимают клип на песню «Goosebump», которая стала саундтреком к картине. 17 февраля Exo провели концерт в Гонконге, где Исин принял участие; позднее SM объявят, что он не примет участие в грядущем камбэке группы ввиду давно утверждённого личного расписания в Китае. 24 апреля стартовал показ китайской версии драмы «Операция ‘Любовь’». 27 июля в прокат вышла историческая военная драма «Основание армии». Исин также принял участие в китайском дубляже мультфильма «Тачки 3».
7 октября Исин выпустил первый студийный альбом Lay 02 Sheep с одноимённым синглом в его поддержку. В тот же день SM объявил, что вместе с коллегой по лейблу Кристал он снимется в китайской драме «Неожиданная любовь». 22 декабря Исин выпустил второй мини-альбом Winter Special Gift. В том же месяце было объявлено, что Исин станет ведущим шоу на выживание «Айдол подготовка».

### 2018—21: Американский дебют, концертный тур и основание Chromosome Entertainment Group
15 февраля 2018 года, в канун Лунного Нового года, Исин посетил праздничный фестиваль CMG New Year's Gala, где выступил с танцевальным номером совместно с Хуаном Бо и Уильямом Чаном. 4 мая, в честь Национального дня молодёжи в Китае, принял участие в исполнении национального гимна и видеоклипе. В июле снялся в одном из эпизодов драмы «Песчаное море», повторив свою роль из «Загадочной девятки» и её спин-оффа. 2 августа Исин дебютировал на американском музыкальном фестивале Lollapalooza, где присоединился к диджей-сету Алана Уокера. 10 августа состоялась премьера комедийного фэнтези «Остров», которое имело успех в китайском прокате и критики в очередной раз похвалили актёрскую игру Исина. 30 августа был выпущен ремикс «Sheep Relift» при участии Алана Уокера.
19 октября состоялся релиз второго студийного альбома Namanana, который ознаменовал американский дебют Исина. В альбоме было 22 песни, включая коллаборацию с американском певцом Баззи; 11 композиций были на китайском языке, и они же были перепеты на английском. Namanana дебютировал на 21 месте в Billboard 200, что стало наивысшей позицией для китайского артиста в данном чарте. 24 декабря был выпущен цифровой рождественский сингл «When It’s Christmas». В том же месяце Исин вместе с Аланом Уокером стали судьями на шоу талантов в жанре китайской электронной музыки «Буйство сейчас».
20 января 2019 года Исин посетил мероприятие по продвижению смартфона Samsung Galaxy A8s в Шанхае, где выступил вместе с ASAP Ferg и Стивом Аоки. 3 февраля вновь выступил на фестивале CCTV New Year's Gala с другими китайскими исполнителями. 10 февраля Исин посетил 61-ую церемонию «Грэмми», став единственным китайским артистом, которого пригласили на премию. 26 февраля состоялся релиз цифрового сингла «Let’s Shut Up & Dance», записанного при участии Джейсона Деруло и NCT 127. В том же месяце он стал первым айдолом, рождённым в 90-е, у которого было три восковых фигуры в разных филиалах Музея мадам Тюссо: в Пекине, Шанхае и Гонконге; также музей объявил о том, что Исин станет ведущим выставки «Сила айдолов» в Пекине. В конце февраля также стартовал показ сериала «Золотые глаза», где Чжан исполнил главную роль. 15 марта был выпущен цифровой сингл «Lovebird» в сотрудничестве с Far East Movement. 6 мая в качестве амбассадора модного дома Valentino посетил ежегодный бал Института костюма Met Gala в Нью-Йорке, где представил изготовленный на заказ Пьерпаоло Пиччоли (креативный директор модного дома) костюм «Путешественник во времени». 14 июня был выпущен цифровой мини-альбом Honey, продажи которого через 3 минуты после релиза на QQ Music составили свыше 1,87 млн копий. 6 июля стартовал первый азиатский концертный тур Grand Line. 16 декабря состоялся релиз сингла «外婆 (Grandma)», посвящённого бабушке Исина, скончавшейся летом. На следующий день состоялась премьера исторической драмы «Династия Мин», где Исин исполнил роль императора Чжэнтуна.

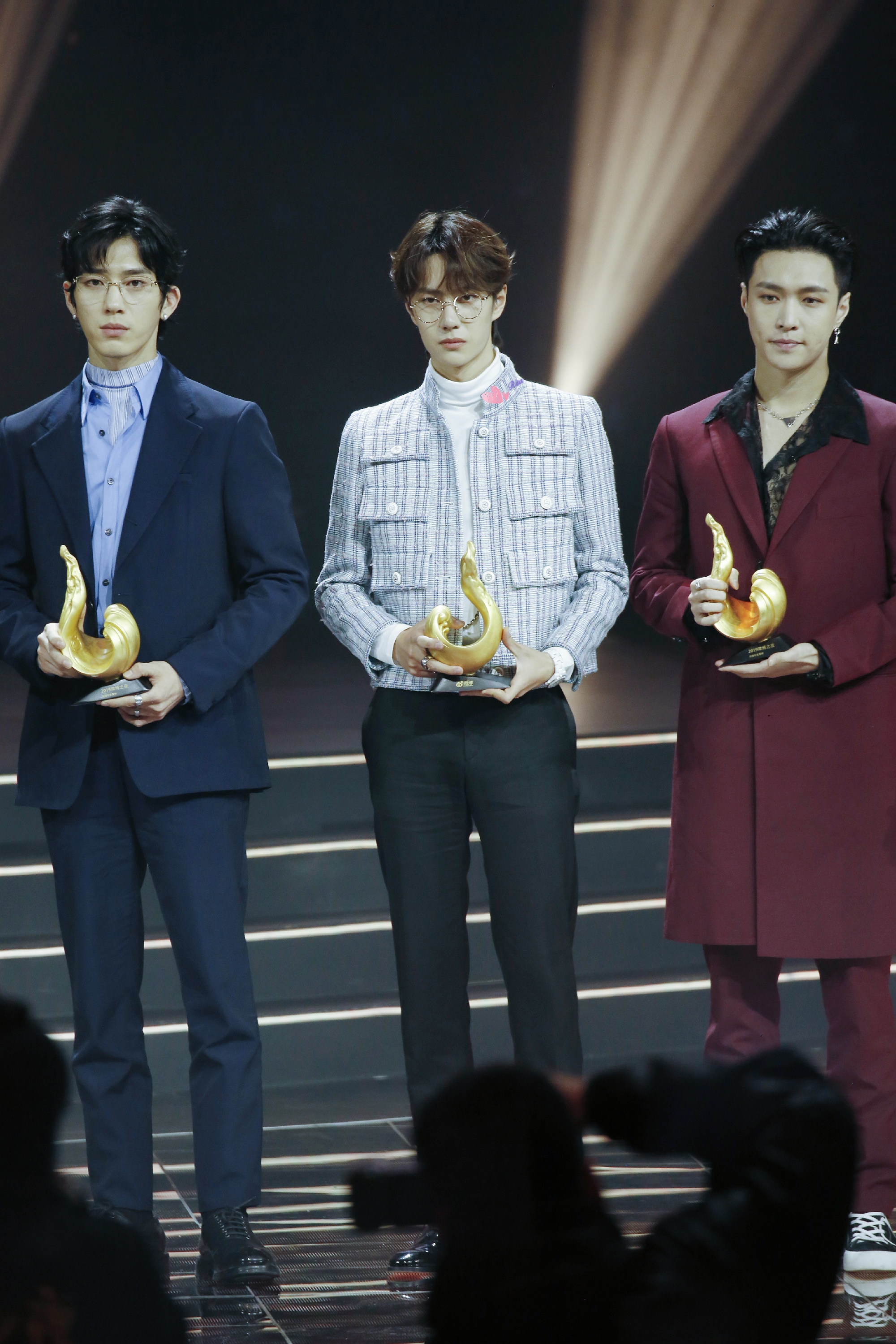
Исин (крайний справа) на премии Weibo Awards Ceremony, 11 января 2020 года

19 марта 2020 года Исин выпустил сингл «Love You More» совместно со Стивом Аоки и will.i.am, который стал частью альбома Аоки Neon Future IV. 1 июня состоялся релиз первой части третьего студийного альбома Lit; вторая часть была выпущена 21 июля. 18 июля состоялась премьера третьего сезона реалити-шоу «Уличные танцы Китая», где Исин стал одним из наставников и капитаном; через год анонсировали его возвращение в шоу в следующем сезоне. Немного позже стартовали съёмки драмы «Трудности среднего возраста», премьера которой состоялась лишь в начале 2022 года. 7 октября было объявлено, что Исин основал собственное развлекательное агентство, Chromosome Entertainment Group, которая будет придерживаться системы обучения трейни, подобную той, которую Чжан сам проходил в SM; Ли Су Ман, основатель SM, похвалил и поддержал эту идею.
5 февраля 2021 года состоялся релиз четвёртого студийного альбома Producer. 7 июня Exo выпускают седьмой мини-альбом Don’t Fight The Feeling, в записи которого принимает участие Исин; из-за ограничений в связи с пандемией COVID-19 он не встречался с участниками группы лично в процессе подготовки альбома. 15 октября Исин выпустил четвёртый мини-альбом East.

### 2022—настоящее время: Уход из SM, участие в голливудских проектах и возвращение в Корею
22 февраля 2022 года Исин совместно с американским рэпером 24kGoldn выпустил мини-альбом Dawn to Dusk. 8 апреля он выпускает сингл «酒(JIU)» в честь десятилетия Exo; в тот же день становится известно, что Исин решил не продлевать свой контракт с SM, но будет участвовать в деятельности группы и в дальнейшем. 15 мая было объявлено, что Исин сыграет одну из главных ролей в онлайн-фильме «Юный Китай: Я и моя юность», посвящённому 100-летию Коммунистического союза молодёжи Китая. 31 мая вышел сингл «Time to Shine» при участии бывшего игрока NBA Ником Янгом в честь 75-летия NBA. 23 июля, в честь десятилетия на сцене, Исин провёл онлайн-концерт Grandline Sailing · FIREWORK, прибыль от которого ушла на благотворительность. 24 сентября был выпущен пятый мини-альбом West. 19 октября в Сингапуре стартовал второй концертный тур Grandline II · Infinite lands, в рамках которого Исин выступал не только в азиатских странах, но и в США. 24 ноября Исин выступил на семинаре в китайском филиале Гарвардского университета, где рассказал об азиатской культуре и музыке в жанре Mandopop. Два дня спустя, 26 ноября, стал хэдлайнером первого музыкального фестиваля MetaMoon в Нью-Йорке, в рамках которого азиатские артисты представляют свою музыку и культуру.
15 января 2023 года Исин посетил музыкальный фестиваль Hunan TV. 18 января одержал победу в номинации «Артист Года» на ежегодной церемонии Weibo Music Awards. В марте стартовали съёмки триллера «Увидимся на рассвете». 21 апреля Исин посетил Пекинский международный кинофестиваль вместе с Джеки Чаном и актёрским составом фильма «Легенда». 6 августа состоялся релиз сингла «Right Back» при участии D.N.A. 11 августа дебютировал первый артист лейбла Chromosome Entertainment Group — Le'v. 20 сентября было объявлено, что Исин подписал контракт с американским агентством Range Media Partners, и также заявил, что намерен расширить свою деятельность в Голливуде.
23 февраля 2024 года состоялся релиз сингла «Run Back To You» при участии американского певца Lauv, который стал частью предстоящего нового альбома Исина. 5 апреля было объявлено, что Исин вернётся к продвижению в Корее с новым материалом ближе к середине месяца. 17 апреля он выпускает сингл «Phychic» и начинает выступления на корейских музыкальных шоу. 14 июня был выпущен пятый студийный альбом Step, который стал первым в карьере Исина, записанным полностью на английском языке. 25 сентября состоялась ежегодная церемония Weibo Music Awards, где Чжан одержал победу в номинации «Музыкант года». 15 ноября был выпущен цифровой англоязычный сингл «What About Love».
1 января 2025 года Исин выпустил сингл «开天(Kai Tian)». 3 января он проводил трансляцию для фанатов, где рассказал, что Exo обсуждали возможность камбэка в составе 9 участников в сентябре или октябре, однако ничего ещё не решено. 4 апреля состоялась премьера драмы «Муму. Безмолвная любовь», где Исин исполнил роль отца глухонемой девочки, Муму; картина получила высокие оценки зрителей и критиков. Специально для фильма Исин также записал саундтрек «聽不見的話».

## Личная жизнь
В своей автобиографии, «Уверенно стоять на ногах в 24», Исин заявил, что у него была тревожность во время выступлений на сцене, но его преданность делу и поддержка участников Exo значительно ему помогли. Кроме того, несмотря на то, что его обучали играть на гитаре и фортепиано, в основном он обучался самостоятельно.
Чжан поддерживает политику одного Китая и «против любых действий и высказываний, разделяющих страну». Во время августовских протестов в Гонконге Исин выразил поддержку полиции и назвал себя «одним из 1,4 млрд защитников китайского флага» в своём официальном аккаунте Weibo.

## Фильмография
| Год  |   | Русское название                                        | Оригинальное название  | Роль               |
| ---- | - | ------------------------------------------------------- | ---------------------- | ------------------ |
| 1998 | с | Наши люди                                               | 咱老百姓               | Хуань Хуань        |
| 2012 | с | Для тебя во всём цвету                                  | To the Beautiful You   | В роли самого себя |
| 2015 | ф | Бывшие 2                                                | 前任2：备胎反击战      | Ли Сян Жэ          |
| 2015 | ф | Боже мой                                                | 从天儿降               | Ли Ю               |
| 2016 | с | Стать лучше                                             | 好先生                 | Саяо Кай           |
| 2016 | с | Таинственная девятка                                    | 老九门                 | Эр Юэхун           |
| 2016 | ф | Королевское сокровище                                   | 极限挑战               | В роли самого себя |
| 2016 | ф | Таинственная девятка: Цветы, что распускаются в феврале | 老九门番外之二月花开   | Эр Юэхун           |
| 2017 | с | Операция «Любовь»                                       | 求婚大作战             | Ян Сяолай          |
| 2017 | ф | Доспехи бога: В поисках сокровищ                        | 功夫瑜伽               | Стенли             |
| 2017 | ф | Основание армии                                         | 建军大业               | Лу Деминг          |
| 2017 | ф | Тачки 3                                                 | Cars 3                 | Джексон Шторм      |
| 2018 | с | Песчаное море                                           | 沙海                   | Се Юйчэнь          |
| 2018 | ф | Остров                                                  | 一出好戏               | Сяо Синг           |
| 2019 | с | Золотые глаза                                           | 黄金瞳                 | Жуан Руй           |
| 2019 | с | Династия Мин                                            | 大明风华               | Чжэнтун            |
| 2021 | с | Идеалы, озаряющие Китай                                 | 理想照耀中国           | Сюн Дачен          |
| 2021 | с | Трудности среднего возраста                             | 相逢时节               | Нин Шу             |
| 2021 | с | Уголовное преследование                                 | 扫黑风暴               | Линь Хао           |
| 2023 | ф | Сказка ночи                                             | 长沙夜生活             | Хе Ан              |
| 2023 | ф | Юный Китай: Я и моя юность                              | 中国青年：我和我的青春 | Ху Май             |
| 2023 | ф | Ставок больше нет                                       | 孤注一掷               | Пань Шенг          |
| 2024 | ф | Легенда                                                 | 传说                   | Вань Чин/Хуачунь   |
| 2025 | ф | Муму. Безмолвная любовь                                 | 不说话的爱             | Сяо Ма             |
| TBA  | ф | Неожиданная любовь                                      | 闭嘴！爱吧             | Хань Бин           |
| TBA  | ф | Увидимся на рассвете                                    | 黎明时分见             | Роль неизвестна    |

## Дискография

### Студийные альбомы
- Lay 02 Sheep (2017)
- Namanana (2018)
- Lit (2020)
- Producer (2021)
- Step (2024)

### Мини-альбомы
- Lose Control (2016)
- Winter Special Gift (2017)
- Honey (2019)
- East (2021)
- West (2022)

## Концертные туры
- 2019 Grand Line: The First Concert (2019)
- 2022 Grand Line: Infinite Lands (2022)
- 2023 Grand Line: Boundless (2023)
- 2024 Grand Line: STEP (2024)